# Emmanuel Joseph Sieyès
Emmanuel Joseph Sieyès (även känd som "abbé Sieyès"), född 3 maj 1748 i Fréjus, död 20 juni 1836 i Paris, var en fransk revolutionspolitiker och präst.

## Biografi
På grund av sina åsikter som han framförde i bland annat skriften Vad är tredje ståndet? (1789) invaldes Sieyès i nationalrepresentationen och var en av nationalförsamlingens ledande män 1789–1792. Han hade under 1780-talet myntat begreppet sociologie, vilket är grunden till sociologi ("studiet av samhället") som vetenskaplig disciplin.
Då revolutionen radikaliserades höll han sig i bakgrunden, men sedan förhållandena stabiliserats framträdde han åter som ledande politiker och blev 1799 medlem av direktoriet.
Sieyès medverkade i Brumairekuppen 1799 och var en av de tre första konsulerna (de andra två var Napoleon Bonaparte och Roger Ducos vilken ledde Frankrike under den franska revolutionen) tills Napoleon ensam tog makten och gjorde Sieyès till ordförande i senaten (1800–1814), där han blev utan politisk makt.
Åren 1815-30 levde Sieyès i landsflykt. Han är begravd på Père-Lachaise i Paris.